# Deinonychus (gruppo musicale)
I Deinonychus sono una band olandese black/doom metal fondata nel 1992 dal musicista Marco Kehren.

## Storia
I Deinonychus sono stati fondati nel 1992 come progetto solista da Marco Kehren dopo lo scioglimento della band black metal Malefic Oath. Kehren ha concluso la sua collaborazione con i musicisti dei Malefic Oath per non limitarsi al black metal, come invece avrebbero voluto i suoi colleghi. Questi invece, voleva "dedicarsi ai suoi ideali e trasmettere emozioni profondamente scioccanti alla musica." Da allora, i Deinonychus sono stati una band solista di Kehren con il supporto di musicisti ospiti.
A Shining Blaze over Darkland del 1993 fu la prima demo registrata da Kehren. Il nastro conteneva i due brani Shining Blaze over Darkland e A Throne on My Long Awaited Desires, che si possono ritrovare anche nella demo su cassetta Promo '93, dello stesso anno. Le registrazioni fatte insieme a Maurice "Sephiroth" Swinkels, all'epoca batterista della band Bestial Summoning, furono inviate a varie case discografiche e nel marzo 1994 la band riuscì ad ottenere un contratto con la Cacophonous Records. Swinkels ha aggiunto parti di tastiera e una seconda linea vocale al suono particolarmente duro della band. La band ha registrato il demo tape in uno studio semi-professionale e ha ampliato le canzoni esistenti per la suddetta demo con due titoli aggiuntivi e un'introduzione.
Per le registrazioni dell'album nel maggio 1994, John Bartels si unì alla band come tastierista, motivo per cui Swinkels si limitò a cantare nelle singole tracce. L'anno successivo i Deinonychus pubblicarono il primo album in studio, The Silence of December. Soltanto un anno dopo pubblicarono il secondo album,The Weeping of a Thousand Years, che intensificò i passaggi calmi e malinconici.
Nel 1997 la demo Promo '93 è stata ripubblicata dall'etichetta indipendente messicana Guttural Records con il titolo After the Rain Falls an Empty Sky Remains dopo che Kehren ha rotto con la Cacophonous Records conseguentemente ad una disputa. Nello stesso anno la band ha pubblicato il suo terzo disco, Ark of Thought ed ha effettuato la sua unica esibizione dal vivo al London Hippodrome. Il concerto è stato successivamente pubblicato come Bootleg VHS, ma è sempre stato rifiutato da Kehren in quanto di scarsa qualità.
Kehren ha anche escluso ulteriori apparizioni dal vivo sulla base del fatto che avrebbe agito come un progetto solista con musicisti ospiti. Inoltre, non sembra essere interessato a investire tempo in concerti, prove o tour.
Nel 2000 fu la volta del quarto disco in studio omonimo, edito dalla Ars Metalli, mentre due anni dopo, nel 2002, la band pubblicò con la My Kingdom Music il quinto album Mournument. Nel 2004 uscì quindi Insomnia, il loro sesto album.
Nel 2007 la band pubblicò il settimo album in studio Warfare Machines, decisamente più aggressivo rispetto agli album precedenti. Kehren, che ha cantato nell'album dei Betlehem Sardonischer Untergang im Zeichen irreligiöser Darbietung e nel singolo Profane Fetmilch lenzt elf krank invitò Jürgen Bartsch, l'unico membro permanente dei Bethlehem, a lavorare su Warfare Machines. L'album affronta concettualmente il tema complesso della guerra e pone l'accento sulla seconda guerra mondiale senza assumere un punto di vista politico.
Nel settembre 2008, Kehren annunciò la fine della band tramite il canale Myspace. La ragione principale della fine dei Deinonychus sarebbe da ricondurre al fatto che questi preferì concentrarsi sul progetto martial industrial Nihil Novi Sub Sole. Dopo aver pubblicato l'album Jupiter Temple con i Nihil Novi Sub Sole nel 2010, era ansioso di rilanciare il progetto Deinonychus. In assenza del giusto feeling per la musica della band, ha detto Kehren, i Deinonychus si sono concessi un'ulteriore pausa fino al 2016. Nel novembre 2016, tuttavia, ha annunciato di essere al lavoro su un nuovo album in studio. Ode to Acts of Murder, Dystopia and Suicide, ottavo album in studio del gruppo, è stato pubblicato a dicembre 2017 tramite la My Kingdom Music.

## Discografia
Album in studio
- 1995 - The Silence of December
- 1996 - The Weeping of a Thousand Years
- 1997 - Ark of Thought
- 1999 - Deinonychus
- 2002 - Mournument
- 2004 - Insomnia
- 2007 - Warfare Machines
- 2017 - Ode to Acts of Murder, Dystopia and Suicide

Demo
- 1993 - A Shining Blaze over Darkland
- 1993 - Promo ’93

Live
- 1997 - Live at the Hippodrome

EP
- 1997 - After the Rain Falls… an Empty Sky Remains
- 2000 - Like the Colour of Snow

Singoli
- 2002 - Amphetamine Machine